# 白色婚禮
白色婚礼是西式婚禮的一種，因新娘穿著白色婚紗而得名。传统的白色婚礼，主要源自于圣公会的仪式。在大多数仪式中，新娘和新郎会肩并肩站在教堂前。当客人到达婚礼现场，引导员（有無皆可），安排客人入座。入座後，通常新娘的亲朋会坐左侧，而新郎的亲朋坐右侧。前排通常為最亲近的家人和朋友準備用。
因文化差異、新人的年龄和情况以及个人喜好，新娘的進場方式也有不同，新娘可以单自独步入礼堂（新郎皆可），或者由父亲陪伴（父親已故或未能參加婚禮則由其他男性長輩代替），有些會由雙親陪伴。在瑞士白色婚礼中，新娘和新郎通常共同步入礼堂。在美国，新娘通常是最后一个進場。在英国，新娘后面会跟着伴娘、花童。有时新郎已经在礼堂中。有时，新郎会與伴郎一块步入礼堂。
新娘步入礼堂时，会演奏瓦格纳的婚禮合唱（Bridal Chorus）。在婚礼仪式进行当中，夫妻會在牧师面前向对方作结婚誓言。
婚礼仪式结束，新人离场时，会演奏孟德爾頌的结婚进行曲。